# لبست الشريط الأصفر (فلم)
لبست الشريط الأصفر (بالإنجليزية: She Wore a Yellow Ribbon) هو فيلم وسترن تم إنتاجه في الولايات المتحدة وصدر في سنة 1949. الفيلم من إخراج جون فورد.

## ترشيحات وجوائز
| السنة | الحدث  | الفئة              | النتيجة  |
| ----- | ------ | ------------------ | -------- |
|       | أوسكار | أفضل تصوير سينمائي | فـــــوز |

## وصلات خارجية
- مقالات تستعمل روابط فنية بلا صلة مع ويكي بيانات